# Battaglia di Baia
La battaglia di Baia venne combattuta il 15 dicembre 1467 tra il voivoda (principe) di Moldavia Stefano il Grande e le forze del Regno d'Ungheria al comando del re Mattia Corvino. L'Ungheria era stata spinta allo scontro nel tentativo di riportare sotto il proprio controllo il principato moldavo, sempre più indipendente. La battaglia si concluse con una netta vittoria del voivoda Sefano.

## Antefatto

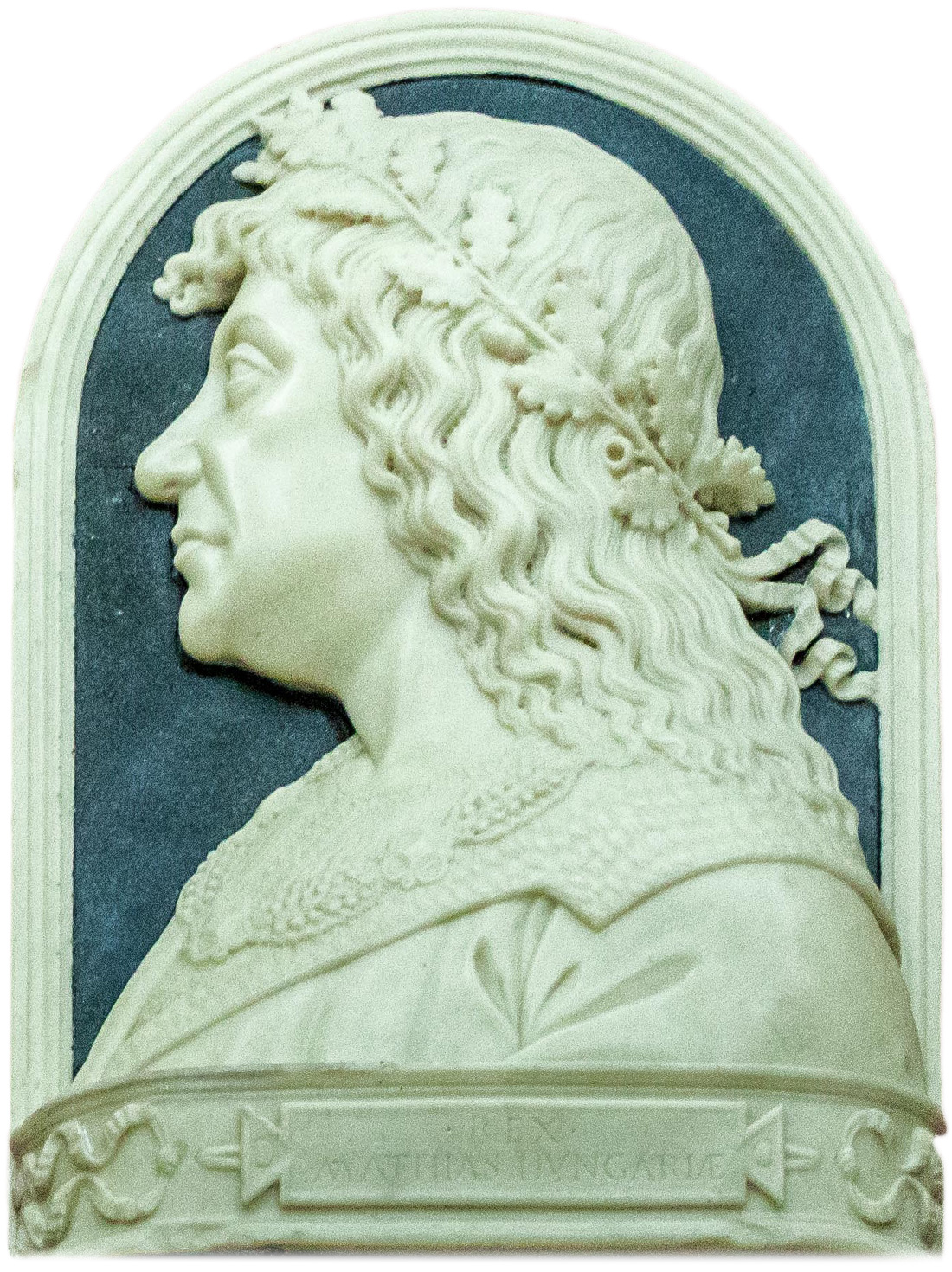
Mattia Corvino d'Ungheria

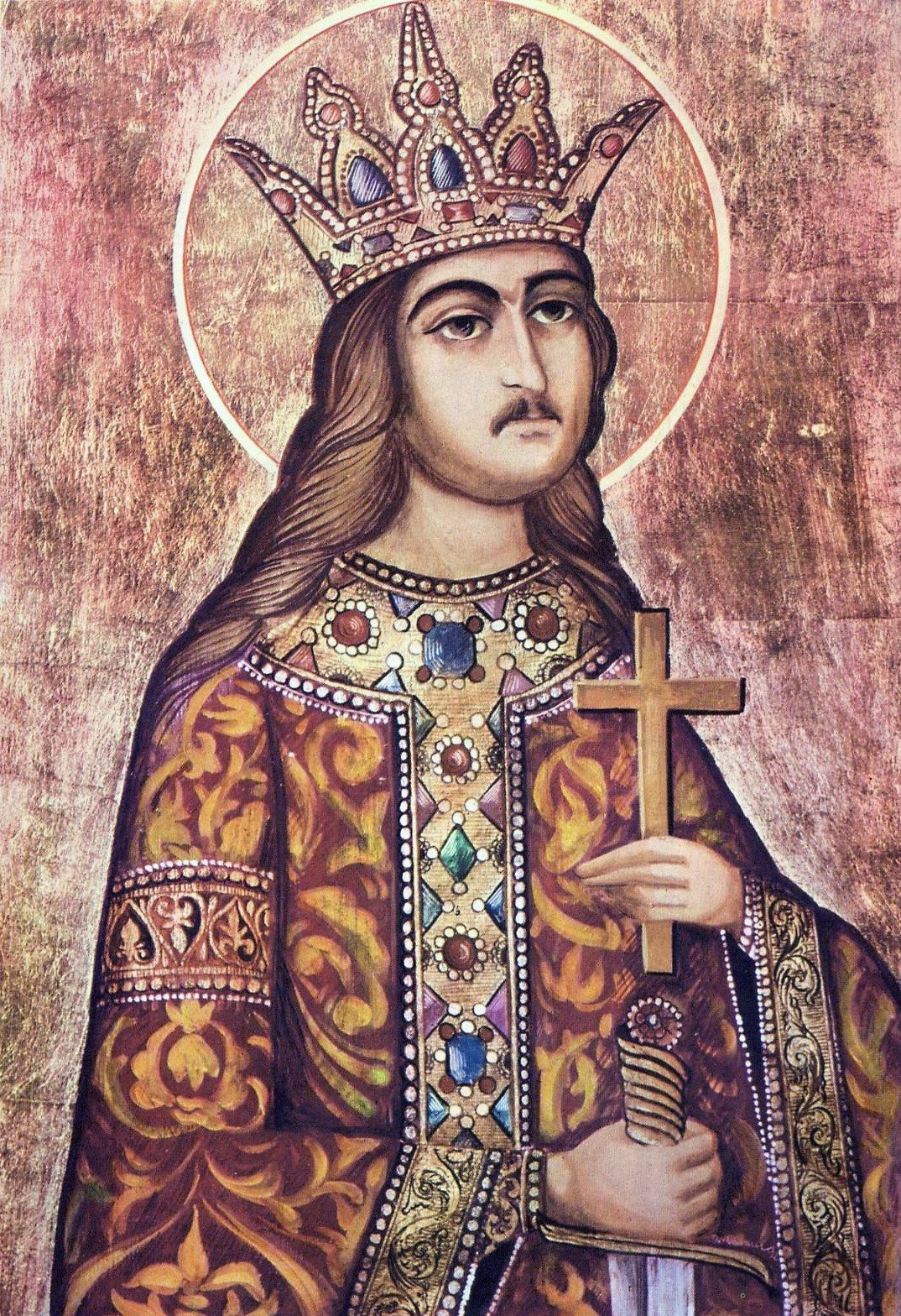
Stefano III il Grande di Moldavia

Al principio del XV secolo, i rapporti tra il Regno d'Ungheria ed il principato di Moldavia erano molto tesi.
La Moldavia, originariamente uno dei banati creati dagli Arpadi ai confini meridionali ed orientali del regno ungherese per difendersi dai tartari e dai Serbi, si era emancipata dal controllo magiaro nel XIV secolo. L'arrivo degli Angioini sul trono ungherese aveva portato, specialmente durante il regno di Luigi I d'Ungheria ad una renovatio imperii magiara conclusasi con la sottomissione della Moldavia e degli altri stati-cuscinetto (Valacchia, Bosnia ecc.). Estinti gli Angioini, il nuovo sovrano ungherese, Sigismondo di Lussemburgo, aveva proposto al sovrano polacco Jogaila di spartire la Moldavia tra Ungheria e Regno di Polonia ma i Polacchi, consci dell'utilità dei Moldavi nella lotta contro i tartari, avevano rifiutato.
Giovanni Hunyadi, già capitano di Sigismondo e personalità politico-militare più in vista nel regno ungherese durante i regni di Ladislao III di Polonia e Ladislao il Postumo, aveva deciso di sfruttare la Moldavia contro la nuova minaccia all'area balcanica: l'Impero ottomano. Nel 1451 il voivoda (principe) Bogdan II di Moldavia venne assassinato da un cugino, Petru III Aron ed il paese precipitò in una guerra civile che si protrasse per oltre cinque anni. Bisognoso di aiuti contro il sultano Maometto II, Hunyadi aveva accolto nella sua schiera il fuggiasco erede di Bogdan, Stefano, ma aveva riconosciuto la legittimità della corona di Petru.
Nel 1457 Stefano, figlio di Bogdan II, si riprese il trono del padre e cominciò a rafforzare il suo regno. Deciso a riannettere la regione del Budjak, caduta nelle mani dei valacchi, il voivoda si alleò al sultano Maometto II contro Vlad III di Valacchia. Durante l'assalto al porto fortificato di Chilia, Stefano venne però sconfitto e menomato ad una gamba. La città di Chilia tornò ai moldavi solo quando (1465) Vlad III venne imprigionato per ordine del nuovo sovrano ungherese, Mattia Corvino, e la Valacchia venne occupata dai turchi. Nel 1466, grazie alle sue buone relazioni con re Casimiro IV di Polonia, Stefano rientrò in possesso anche della preziosa Fortezza di Chotyn. Nel frattempo i rapporti con Maometto II erano peggiorati, poiché il turco pretendeva per sé il controllo di Chilia, dichiarata terra valacca. I cattivi rapporti tra Mattia Corvino e Casimiro iniziarono però a minare la stabilità del trono di Stefano.
Nel 1467 la situazione precipitò: la Transilvania si ribellò agli Ungheresi e nella rivolta venne invischiata la questione dinastica moldava. Secondo alcune fonti, la rivolta era stata voluta dal voivoda Stefano, bisognoso di avere manolibera in Transilvania per stanare il fuggiasco Petru Aron. Secondo altre fonti, sarebbe stato Mattia Corvino ad appoggiare apertamente Aron e ad aver deciso di metterlo sul trono di Stefano.
Mattia Corvino radunò un esercito di 40 000 uomini, volontari arruolati in Transilvania e truppe dell'aristocrazia magiara tra cui quelle di Stefano V Báthory. Stefano, potendo contare su forze molto più ridotte, evacuò le genti moldave prossime ai confini ungheresi ed ordinò di bloccare i valichi montani.

## Svolgimento
Le forze ungheresi si mossero verso la Moldavia in ottobre, attraverso un passo vicino alla città di Bacău, e raggiunsero il fiume Trotuș il 19 novembre. Incontrata resistenza da parte dei moldavi, Corvino ordinò la distruzione dei villaggi, tra cui la stessa Bacău, e si accampò presso Roman. Raggiunto da emissari di Stefano (29 novembre - 7 dicembre), l'ungherese non trovò soddisfacenti le proposte di pace del moldavo. Corvino ripartì, puntando verso Baia, dopo aver fatto radere al suolo Roman.
Giunti a Baia, gli ungheresi si fortificarono in attesa dell'attacco moldavo. Secondo le cronache, un ungherese di nome Sythotus avrebbe infatti avvisato Corvino della posizione di Stefano, accampatosi con i suoi 12 000 uomini tra il colle Șomuz e la Moldavia, e della sua intenzione di attaccare gli ungheresi prima del crepuscolo.
Al crepuscolo del 15 dicembre, i moldavi attaccarono: piccoli drappelli di soldati appiccarono il fuoco in tre diversi punti di Baia, poi cominciò una mischia serrata che si protrasse fino all'alba. Conquistati i cancelli della città, i moldavi spostarono la lotta per le strade ma vennero bloccati nella piazza del mercato dalla cavalleria pesante di Báthory. La battaglia ebbe termine quando Corvino, ferito da tre frecce alla schiena, venne allontanato dalla mischia per timore che cadesse nelle mani dei nemici.
L'esercito ungherese si ritirò in Transilvania, abbandonando i propri cannoni lungo la strada causa una frana che bloccava il passaggio. Il computo delle vittime, tra le varie fonti, assomma 10 000 caduti ungheresi e forse 7 000 moldavi. L'invasione della Moldavia, gli scontri e la battaglia finale a Baia si erano svolti in 40 giorni.

## Esito
Mattia Corvino, convalescente dopo lo scontro, passò il Natale in Transilvania, presso la città di Brașov. Come ammenda per la rivolta, i transilvani dovettero versare un rimborso di 400 000 fiorini al Regno d'Ungheria. Nel 1468, Corvino e Stefano siglarono un trattato di pace ed il moldavo fu libero di dare la caccia a Petru Aron per eliminarlo definitivamente. Negli anni successivi, Stefano si sarebbe servito di Corvino come preziosa risorsa nella lotta contro i turchi.